# Smile (canção de Katy Perry)
"Smile" é uma canção da cantora americana Katy Perry, gravada para seu sexto álbum de estúdio Smile (2020). Foi lançada como segundo single do álbum em 10 de julho de 2020 através da Capitol Records, juntamente com a pré-venda do álbum. Musicalmente, é uma canção nu-disco que contém elementos da canção de 1999 "Jamboree" do trio Naughty by Nature. Na canção, Perry fala sobre expressar sua gratidão pelas suas mudanças na vida. Uma versão alternativa com a participação de Diddy foi lançada na edição vinil do álbum, enquanto Giorgio Moroder e Joel Corry produziram remixes de "Smile" para ajudar na promoção da canção.

## Antecedentes e lançamento
A canção foi oficialmente lançada em 10 de julho de 2020 juntamente com a pré-venda do álbum, com Perry dizendo que ela esperava que "pudesse ser alguns minutos de esperança energizante para quem ouvir, assim como é para mim". "Smile" é uma canção nu-disco com duração de 2 minutos e 47 segundos. Contém elementos da canção "Jamboree" (1999) do trio Naughty by Nature. A canção inicia com um "ganho movimentado" e se dirige a um refrão dance, que contém letras expressando sua gratidão pelas mudanças em sua vida: "Yeah, I'm thankful / Scratch that, baby, I'm grateful / Gotta say it's really been a while / But now I got back that smile". Na composição, Perry "exalta a virtude da perseverança" depois de sofrer diversos contratempos onde cada movimento e sentimento seu parecia falso.
A canção foi inspirada na própria experiência de vida de Perry, e descrito pela Uproxx como um "ode para lembrar as alegrias da vida". Falando sobre o lançamento da canção, ela disse "Escrevi esta música quando estava passando por um dos períodos mais sombrios da minha vida. Quando a ouço agora, é um ótimo lembrete de que consegui sobreviver. São três minutos de esperança revigorante". Em algumas versões vinil do álbum, a canção contém a participação do cantor Diddy. "Smile" também obtém versões remixes feitas pelo DJ italiano Giorgio Moroder e o DJ britânico Joel Corry. 

## Desempenho nas tabelas musicas

### Posições
| Tabela musical (2020)          | Melhor posição |
| ------------------------------ | -------------- |
| Escócia (Scottish Singles)     | 22             |
| Nova Zelândia (RMNZ)           | 10             |
| Reino Unido (UK Singles Chart) | 73             |

## Históricos de lançamentos
| Local     | Data de lançamento  | Formato(s)                 | Gravadora | Ref.   |
| --------- | ------------------- | -------------------------- | --------- | ------ |
| Vários    | 10 de julho de 2020 | Download digital streaming | Capitol   | [ 11 ] |
| Austrália | 10 de julho de 2020 | Rádios mainstream          | EMI       | [ 12 ] |